# O białej róży, która umiała się czerwienić
O białej róży, która umiała się czerwienić (ros. Про белую розу, которая умела краснеть) – radziecki krótkometrażowy film animowany z 1982 roku w reżyserii Constatina Balana. Scenariusz napisał Jewgienij Agranowicz.